# Mount Frere
Mount Frere, offiziell KwaBhaca, ist eine Stadt in der südafrikanischen Provinz Ostkap (Eastern Cape). Sie ist Verwaltungssitz  der Gemeinde Umzimvubu und liegt im Distrikt Alfred Nzo.

## Geographie
2011 hatte Mount Frere 5202 Einwohner (Volkszählung). Die meisten Bewohner sprechen isiXhosa. Die Stadt wird auch awaBhaca genannt, nach einer hier ansässigen Gruppierung der Xhosa. Die Stadt liegt in bergiger Landschaft mit tief eingeschnittenen Flusstälern. Nahegelegene Städte sind Mount Ayliff 26 Kilometer nordöstlich und Mthatha 98 Kilometer südwestlich.

## Geschichte
Der Ort wurde 1876 gegründet und nach dem späteren Gouverneur der Kapkolonie Henry Bartle Frere benannt. Bis 1994 gehörte Mount Frere zur Transkei. 

## Wirtschaft und Verkehr
Um Mount Frere werden Früchte und Mais angebaut, meist in Subsistenzlandwirtschaft. Mount Frere ist Standort eines Krankenhauses. 
Die Stadt liegt an der Fernstraße National Route 2, die Mount Frere unter anderem mit Mthatha im Südwesten und Mount Ayliff im Nordosten verbindet.

## Sonstiges
Der ebenfalls nach Frere benannte Mount Bartle Frere ist ein Berg in Australien.